# Технічний коледж Тернопільського національного технічного університету імені Івана Пулюя
Технічний коледж Тернопільського національного технічного університету імені Івана Пулюя — державний навчальний заклад у місті Тернополі, структурний підрозділ Тернопільського національного технічного університету імені Івана Пулюя.

## Історія
Технічний коледж відкрито за погодженням з Кабінетом Міністрів України за наказом Міністерства освіти (№ 436 від 7 грудня 1993) на базі Тернопільського технікуму радіоелектронного приладобудування та Тернопільського професійно-технічного училища № 9. (Бурса номер 9)
Технічний коледж Тернопільського державного технічного університету створений наказом Міністерства освіти України № 218 від 20 червня 1997, відповідно до Указу Президента України від 12 вересня 1996 року № 832/95 «Про основні напрямки реформування вищої освіти України» та на виконання Постанови Кабінету Міністрів України від 29 травня 1997 року № 526 «Про вдосконалення мережі вищих та професійно-технічних навчальних закладів» на базі Технічного коледжу Тернопільського державного технічного університету з делегуванням йому зі сторони Університету прав фінансово-господарської діяльності в межах, передбачених Статутом Університету і Положенням про Технічний коледж Тернопільського державного технічного університету.
З 1994 року коледж розпочав прийом студентів на контрактній основі.

## Педагогічний колектив
- Володимир Павлович Калушка — директор, кандидат технічних наук, доцент, відмінник освіти України, заслужений працівник освіти;
- Віталій Несторович Волошин — заступник директора з навчальної роботи, кандидат технічних наук, доцент;
- Ростислав Ігорович Королюк — заступник директора з навчально-виробничої роботи;
- Ярослав Дмитрович Шевчук — заступник директора з навчальної роботи, магістр педагогічної освіти, відмінник освіти України, заслужений працівник освіти України;
- Галина Михайлівна Мартин — заступник директора з навчально-виховної роботи, викладач-методист, відмінник освіти України.

У різні роки в коледжі працювали:
- Віктор Мацикур (нар. 1975) — український спортсмен (бодібілдинг), тренер зі спеціальної і фізичної підготовки Федерації фрі-файту Тернопільської області, громадський діяч.

## Структура коледжу

### Відділення
- Відділення інформаційних технологій, менеджменту та туризму,
- Відділення транспорту та інженерної механіки,
- Відділення електронних апаратів,
- Відділення професійної перепідготовки,
- Відділення іноземних студентів.

### Циклові комісії
- Циклова комісія програмних систем та комплексів,
- Циклова комісія автомобільних перевезень,
- Циклова комісія автомеханічних дисциплін,
- Циклова комісія економічних дисциплін,
- Циклова комісія іноземних мов,
- Циклова комісія фізичного виховання та захисту Вітчизни,
- Циклова комісія природничих дисциплін,
- Циклова комісія комп'ютерних систем і мереж,
- Циклова комісія філологічних дисциплін,
- Циклова комісія математичних дисциплін,
- Циклова комісія туризму і туристичного обслуговування.

### Методичні комісії
- Методична комісія професії «Електрогазозварник. Бляхар»,
- Методична комісія філологічних дисциплін,
- Методична комісія комп'ютерних професій,
- Методична комісія викладачів іноземної мови,
- Методична комісія викладачів фізичної культури та здоров'я і основ захисту вітчизни,
- Методична комісія природничо-математичних дисциплін,
- Методична комісія професії «Гувернер. Соціальний робітник», «Агент з організації туризму. Оператор комп'ютерного набору»,
- Методична комісія професії «Слюсар з ремонту автомобілів» та металообробних професій,
- Методична комісія радіотехнічних професій.

## Спеціальності і професії
Коледж готує фахівців наступних напрямів:
- бакалавр
  - автомобільний транспорт,
  - комп'ютерна інженерія;
- молодший спеціаліст
  - прикладна механіка,
  - галузеве машинобудування,
  - автомобільний транспорт,
  - менеджмент,
  - транспортні технології,
  - телекомунікації та радіотехніка,
  - комп'ютерна інженерія,
  - туризм,
  - комп'ютерні науки та інформаційні технології;

Професії:
- - оператор з обробки інформації та програмного забезпечення,
  - радіомеханік з обслуговування та ремонту радіотелевізійної апаратури,
  - слюсар з ремонту автомобілів, токар,
  - слюсар з ремонту автомобілів, електрогазозварник,
  - гувернер, соціальний робітник,
  - агент з організації туризму. Майстер готельного обслуговування,
  - оператор комп'ютерного набору,
  - електрогазозварник, бляхар.

## Студенти, випускники
У 2016 році в коледжі навчалося 2202 студенти, з яких 1338 за державним замовленням, 864 — на платній основі.
Відомі випускники:
- Віталій Попович (нар. 1975)  — український редактор, журналіст, футбольний статистик, діяч спорту (випуск 1994).
- Назарій Зелінка (нар. 1986)  — український громадський діяч (випуск ?).
- Віктор Гурняк (1987—2014)  — український фотокореспондент, військовик (випуск ?).